# Capralba
Capralba är en ort och kommun i provinsen Cremona i regionen Lombardiet i Italien. Kommunen hade 2 324 invånare (2018).